# Xu Jiayu
Xu Jiayu (Anji, 19 augustus 1995) is een Chinese zwemmer. Hij vertegenwoordigde zijn vaderland op de Olympische Zomerspelen 2012 in Londen en op de Olympische Zomerspelen 2016 in Rio de Janeiro.

## Carrière
Bij zijn internationale debuut, op de Olympische Zomerspelen van 2012 in Londen, werd Xu uitgeschakeld in de series van de 200 meter rugslag. Op de wereldkampioenschappen kortebaanzwemmen 2012 in Istanboel strandde de Chinees in de series van zowel de 100 als de 200 meter rugslag.
Tijdens de wereldkampioenschappen zwemmen 2013 in Barcelona eindigde Xu als zevende op de 200 meter rugslag, daarnaast werd hij uitgeschakeld in de halve finales van de 100 meter rugslag.
In Incheon nam de Chinees deel aan de Aziatische Spelen 2014. Op dit toernooi veroverde hij de bronzen medaille op de 50 meter rugslag en de zilveren medaille op zowel de 100 als de 200 meter rugslag. Op de 4x100 meter wisselslag legde hij samen met Li Xiang, Li Zhuhao en Ning Zetao beslag op de gouden medaille.
Op de wereldkampioenschappen zwemmen 2015 in Kazan eindigde Xu als vierde op de 100 meter rugslag en als zesde op de 200 meter rugslag, op de 50 meter rugslag strandde hij in de series. Samen met Li Xiang, Li Zhuhao en Lin Yongqing werd hij uitgeschakeld in de series van de 4x100 meter wisselslag.
Tijdens de Olympische Zomerspelen van 2016 in Rio de Janeiro sleepte de Chinees de zilveren medaille in de wacht op de 100 meter rugslag, daarnaast eindigde hij als vierde op de 200 meter rugslag. Op de 4x100 meter wisselslag werd hij samen met Li Xiang, Li Zhuhao en Ning Zetao gediskwalificeerd in de finale.

## Internationale toernooien
| Jaar | Olympische Spelen                                      | WK langebaan                                                          | WK kortebaan                     | PanPacs       | Aziatische Spelen                                             |
| ---- | ------------------------------------------------------ | --------------------------------------------------------------------- | -------------------------------- | ------------- | ------------------------------------------------------------- |
| 2012 | 28e 200m rugslag                                       |                                                                       | 24e 100m rugslag 9e 200m rugslag |               |                                                               |
| 2013 |                                                        | 10e 100m rugslag 7e 200m rugslag 10e 4x100m wisselslag                |                                  |               |                                                               |
| 2014 |                                                        |                                                                       | geen deelname                    | geen deelname | 50m rugslag · 100m rugslag · 200m rugslag · 4x100m wisselslag |
| 2015 |                                                        | 29e 50m rugslag 4e 100m rugslag 6e 200m rugslag 11e 4x100m wisselslag |                                  |               |                                                               |
| 2016 | 100m rugslag · 4e 200m rugslag · DSQ 4x100m wisselslag |                                                                       | 6-11 december                    |               |                                                               |

## Persoonlijke records
Bijgewerkt tot en met 8 augustus 2016
Kortebaan
| Afstand      | Tijd    | Datum           | Plaats |
| ------------ | ------- | --------------- | ------ |
| 50m rugslag  | 23,29   | 25 oktober 2014 | Peking |
| 100m rugslag | 50,14   | 24 oktober 2014 | Peking |
| 200m rugslag | 1.50,61 | 25 oktober 2014 | Peking |

Langebaan
| Afstand      | Tijd    | Datum           | Plaats         |
| ------------ | ------- | --------------- | -------------- |
| 50m rugslag  | 24,58   | 13 mei 2014     |                |
| 100m rugslag | 52,31   | 8 augustus 2016 | Rio de Janeiro |
| 200m rugslag | 1.54,79 | 8 april 2016    | Foshan         |